# SBS Gayo Daejeon
SBS Gayo Daejeon, còn gọi là SBS Gayo Daejun là chương trình ca nhạc cuối năm vào 29 tháng 12 hằng năm của Seoul Broadcasting System (SBS). Được bắt đầu vào năm 1997, và các giải thưởng được trao tặng cho đến năm 2007. Trong chương trình năm 2010, Super Junior Heechul, CNBLUE Jung Yong Hwa, 2AM Jo Kwon và diễn viên Hwang Jung-eum chủ trì.
Chương trình SBS Gayo Daejeon 2012 chương trình phát sóng trực tiếp tại Đại học Hàn Quốc với phần trình diễn của TVXQ, Super Junior, Big Bang, Dynamic Duo, Epik High, f(x), SHINee, Ailee, B1A4, 2NE1, Secret, B.A.P, SISTAR, T-ara, GLAM, Teen Top, CN Blue, EXO, FT Island, Miss A, MBLAQ, A Pink, INFINITE, 4minute, 2AM, After School, BEAST, và Kara. Dưới tiêu đề "The Color of K-Pop", một vài nhóm nhỏ sẽ thu âm đĩa đơn, và biểu diễn cùng nhau trên sân khấu. Gồm bốn đội được tạo thành từ bốn thành viên khác với tên nhóm như Mystic White, Dramatic Blue, Dynamic Black, và Dazzling Red, người sẽ hát những ca khúc do các nhà sáng tác nổi tiếng năm 2012. Người dẫn chương trình là Suzy (Miss A), IU, và diễn viên Jung Gyu-woon.

## Liên kết
1. ↑  "[PHOTO] U-Kiss, MBLAQ during rehearsals for SBS' "Gayo Daejun"". 10 Asia. Truy cập ngày 13 tháng 8 năm 2011. {{Chú thích báo}}: |first= thiếu |last= (trợ giúp)Quản lý CS1: tên số: danh sách tác giả (liên kết)
2. ↑  Hong, Lucia (ngày 30 tháng 12 năm 2010). "Korean idols rock the stage for SBS' "Gayo Daejun"". 10 Asia. Bản gốc lưu trữ ngày 16 tháng 9 năm 2011. Truy cập ngày 13 tháng 8 năm 2011.
3. ↑  Hong, Grace Danbi (ngày 31 tháng 12 năm 2012). "SBS Awards Brings on All the Colors with Spectacular Performances and Collaborations". eNews World. Bản gốc lưu trữ ngày 28 tháng 12 năm 2013. Truy cập ngày 2 tháng 1 năm 2013.